# Rage de dents
Pour le film iranien, voir La Rage de dents.
Pour la douleur dentaire, voir Mal de dent.
Pour plus de détails, voir Fiche technique et Distribution.
Rage de dents (Toothache) est une comédie dramatique franco-britannique réalisée par Ian Simpson, produite en 2000 et sortie en 2006 à la télévision.

## Fiche technique
- Titre allemand : Liebe oder Zahnweh
- Titre français : Rage de dents
- Réalisateur : Ian Simpson
- Date de sortie : 7 août 2006 (télévision allemande)

## Distribution
- Marc Barbé : Andrew
- Julie Depardieu : Bibi
- Oliver Milburn : Justice
- Sophie Renoir
- Ludivine Sagnier : Anna